# 4364 Шкодров
4364 Шкодров (Условно обозначение 1978 VV5) е астероид от главния астероиден пояс открит на 7 ноември 1978 година от Елеонор Хелин и Шелте Бъс в Паломарската обсерватория. Астероидът е наречен в чест на българския астроном Владимир Шкодров.